# Kwon Yong-man
Pour les articles homonymes, voir Kwon (homonymie).
 (août 2020).
Si vous disposez d'ouvrages ou d'articles de référence ou si vous connaissez des sites web de qualité traitant du thème abordé ici, merci de compléter l'article en donnant les références utiles à sa vérifiabilité et en les liant à la section « Notes et références ».
Kwon Yong-man, né le 8 juin 1972  en Corée du Sud, est un artiste peintre français. Il vit et travaille à Eole-en-Beauce.

## Biographie
Né le 8 juin 1972 à Suwon (Corée du Sud), il est reçoit en 1991 son diplôme d'enseignement artistique à Séoul et devient professeur de dessin.
En 1999, il s'engage pour cinq ans dans la Légion étrangère, où il est employé comme dessinateur au sein du Bureau Information et Historique. Il effectue de nombreux travaux pour le mensuel Képi blanc, et illustre des livres édités par le Ministère de la Défense.
En 2001, il participe au 12e Salon national des Peintres de l'Armée au musée de l'Armée à l'hôtel des Invalides de Paris ou il reçoit le prix du magazine Univers des Arts.Prix du 8e Salon de peinture du musée des Troupes de Marine à Fréjus.
Le 1er août 2003, il est promu au grade de caporal-chef et dégagé à titre exceptionnel de ses obligations militaires par le général Jean-Louis Franceschi.
Après avoir servi à la Légion étrangère (entre autres comme illustrateur à Képi blanc), il est nommé peintre de l'Armée de terre en 2003, peintre officiel de l'Air en 2005 et peintre officiel de la Marine en 2012.

## Distinctions
- 2005 : nommé peintre officiel de l'Air.
- 2012 : nommé peintre officiel de la Marine[3].
- 2014 : promotion titulaire peintre officiel de l'armée
- 2016 : promotion titulaire peintre officiel de l'air et de l'espace
- 2018 : Élu Vice président  peintre officiel de l'Armée de Terre[4].
- 2020 : nommé peintre officiel Gendarmerie nationale

## Récompenses et distinctions
En 2003, il reçoit le grand prix du 8e Salon du Musée des Troupes de Marine, Fréjus (avril) ainsi que le deuxième prix de peinture du 13e Salon national des Peintres de l'Armée, Paris (novembre).
En 2004, il reçoit la médaille de bronze au Salon des artistes français, Paris (octobre) ainsi que la médaille de bronze de la ville de Paris au Salon Violet, Paris.
En 2007, il reçoit plusieurs prix militaires :
- prix de l’Armée de terre au 15e Salon national des Peintres de l'Armée, Paris (juin).
- prix du Ministre de la défense au 5e Salon des Peintres de l'Air et de l'Espace, Le Bourget (juin).
- prix de l’Assemblée Nationale au 28e Salon d’art, Ballancourt (novembre).

En 2008, il reçoit le 1er prix « sujet militaire » au 9e Salon du Musée des Troupes de Marine, Fréjus (avril), la médaille Brisson Drucker lors de la 59e édition du Salon Violet, Paris (juin). et le prix de la Fondation Taylor au Salon d’automne, à l'Espace Auteuil, Paris (octobre).

## Œuvres
- Fresque (5 × 1,50 m) au 2e régiment étranger de génie, Saint-Christol
- Fresque (10 × 10 m) au Conservatoire de musique militaire de l'armée de terre, Versailles - Satory
- Prêt (Mirage 2000) (2006), huile sur toile (81 × 100 cm), Prix du Ministre de la Défense au Salon des Peintres de l'Air et de l'Espace 2007, collection Ministère de la Défense
- Verdun (2006), huile sur toile (81 × 100 cm), Prix de l'Armée de Terre au Salon national des Peintres de l'Armée 2007, collection particulière